# Mahmoud al-Noukrachi Pacha
Mahmoud an-Nukrashi Pasha (arabe : محمود فهمي النقراشي), né en 1888 et mort le 28 décembre 1948, est un homme politique égyptien, deux fois « Premier ministre » dans les années 1940 et assassiné en cours de mandat le 28 décembre 1948.

## Biographie

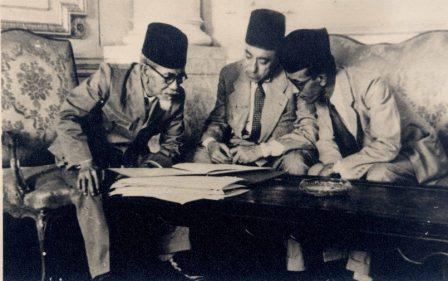
Mahmud Fahmi Nukrashi Pacha (Ministre de l'Information) et Wissam Salem (ministre indonésien des Affaires étrangères) ont signé une amitié entre l'Egypte et l'Indonésie le 10 juin 1947.

Nukrashi Pasha  est un membre du parti institutionnel saadiste qui soutient un programme libéral monarchique, et également un membre de l'organisation secrète du Parti Wafd. Il a été à deux reprises Premier ministre d'Égypte, une première fois entre 1945 et 1946 et une seconde fois entre 1946 et 1948. Durant ses mandats, il était préoccupé par la montée en puissance de l'organisation des Frères musulmans. Des rumeurs de coups d'État diligentée par l'Organisation, par le biais de son bras armé, contre la monarchie et le gouvernement sont apparus. Après cela, il décide de mettre hors la loi les Frères le conduisant à son assassinat. De plus, les avoirs des Frères ont été saisis et des membres incarcérés.

## Assassinat
Moins de trois semaines après ses décisions à l'encontre des Frères musulmans, Nukrashi Pasha est assassiné par Abdel Meguid Ahmed Hassan, étudiant vétérinaire à l'université Fouad Ier d'Égypte et membre des Frères musulmans le 28 décembre 1948. Il est tué de deux coups de pistolet dans le bâtiment principal du ministère de l'Intérieur par Hassan qui portait un uniforme de lieutenant. Son assassinat précède celui de Hassan el-Banna le 12 février 1949 bien que ce dernier avait condamné cet assassinat qu'il considérait comme un acte terroriste incompatible avec l'islam.
Hassan est arrêté après le meurtre et confesse son appartenance aux Frères musulmans. Il déclare l'avoir assassiné en raison de sa décision de dissoudre les Frères. Il a été condamné à la pendaison et trois hommes l'ayant aidé à des peines de prison à perpétuité.